# Liste von Zeitreisefilmen
Diese Liste gibt einen Überblick über besonders bekannte und beachtenswerte Filme, in denen Zeitreisen dargestellt werden. Sie enthält sowohl Filme, in denen Objekte oder Personen physisch in andere Zeiten versetzt werden, außerdem Filme, in denen das Bewusstsein der Figuren in die Körper ihres jüngeren Ichs oder einer fremden Person in einer anderen Zeit versetzt werden, als auch Filme mit Zeitschleifen, in denen Personen dieselbe Zeitspanne immer wieder durchlaufen.

## Filme

### 1920–1950
- 1921: A Connecticut Yankee in King Arthur’s Court (vgl. auch die Romanvorlage Ein Yankee am Hofe des Königs Artus)
- 1931: A Connecticut Yankee
- 1933: Berkeley Square
- 1933: Turn Back the Clock
- 1944: Fiddlers Three
- 1945: Manhunt of Mystery Island
- 1947: Repeat Performance
- 1949: Ritter Hank, der Schrecken der Tafelrunde (A Connecticut Yankee in King Arthur’s Court)
- 1950: Minute man

### 1951–1960
- 1951: The House in the Square
- 1955: Reise in die Urzeit (Cesta do pravěku)
- 1955: Sieben Sekunden zu spät (Time Slip)
- 1956: Planet des Grauens (World Without End)
- 1957: The Undead
- 1958: Terror from the Year 5000
- 1959: Die jungen Jakobiter (The Young Jacobites)
- 1960: Die Zeitmaschine (The Time Machine)
- 1960: Jenseits der Zeitschranke (Beyond the Time Barrier)
- 1960: Jimmy und die Piraten (The Boy and the Pirates)

### 1961–1970
- 1961: Der Mann aus dem 1. Jahrhundert (Muž z prvního století)
- 1961: Der Mann mit dem Objektiv
- 1962: Am Rande des Rollfelds (La Jetée)
- 1962: Haut den Herkules (The Three Stooges Meet Hercules)
- 1963: The Yesterday Machine
- 1964: 2071: Mutan-Bestien gegen Roboter (The Time Travelers)
- 1964: Der Zaubermantel (Wolschebnyj Chalat)
- 1965: Dr. Who and the Daleks
- 1966: Cyborg 2087
- 1966: Dr. Who – Die Invasion der Daleks auf der Erde 2150 n. Chr.
- 1966: Dimension 5
- 1967: Die Hexe ohne Besen (Una bruja sin escoba)
- 1967: Herrliche Zeiten im Spessart
- 1967: Reise ins Zentrum der Zeit (Journey to the Center of Time)
- 1968: Ich liebe dich, ich liebe dich (Je t’aime, je t’aime)
- 1968: Planet der Affen (Planet of the Apes)
- 1970: A Connecticut Yankee in King Arthur’s Court
- 1970: Rückkehr zum Planet der Affen (Beneath the Planet of the Apes)

### 1971–1980
- 1970: Ich habe Einstein umgebracht (Zabil jsem Einsteina, panove)
- 1970: Der Ring der Fürstin Anna (Pierscien Ksierznej Anny)
- 1971: Flucht vom Planet der Affen (Escape from the Planet of the Apes)
- 1972: Die Wunder des Herrn B. (The Amazing Mr. Blunden)
- 1972: Schlachthof 5 (Slaughterhouse–Five)
- 1973: Expedition in die Zukunft (Idaho Transfer)
- 1973: Iwan Wassiljewitsch wechselt den Beruf (Ivan Vasilevich menyaet professiyu)
- 1976: Time Travelers (Fernsehfilm)
- 1977: Zítra vstanu a opařím se čajem
- 1978: Bugs Bunny am Hofe König Arthurs (A Connecticut Rabbit in King Arthur’s Court)
- 1978: Jubilee
- 1978: Ein Loch in der Zeit (A Hitch in Time)
- 1978: Superman
- 1979: Das Ding im Schloß
- 1979: Flucht in die Zukunft (Time after Time)
- 1979: Invasion aus dem Weltall (The Day Time Ended)
- 1979: König Artus und der Astronaut (The Spaceman and King Arthur)
- 1979: Die zwei Welten der Jenny Logan (The Two Worlds of Jennie Logan) (Fernsehfilm)
- 1979: Time Slip – Der Tag der Apokalypse (Sengoku jieitai)
- 1980: Das Geheimnis der leeren Urne (Neco je ve vzduchu)
- 1980: Der letzte Countdown (The Final Countdown)
- 1980: Ein tödlicher Traum (Somewhere in Time)
- 1980: Narziss und Psyche (Nárcisz és Psyché)

### 1981–1990
- 1981: Time Bandits
- 1982: Herrscher der Zeit (Les Maîtres du Temps)
- 1982: Die Zeitreise (Voyager From the Unknown)
- 1982: The Flight of Dragons
- 1982: Timerider – Das Abenteuer des Lyle Swann (Timerider: The Adventure of Lyle Swann)
- 1983: Die Rückkehr der Zeitmaschine (Fernsehfilm)
- 1984: Cold Room – Kalter Hauch der Vergangenheit (The Cold Room)
- 1984: Das Philadelphia Experiment (The Philadelphia Experiment)
- 1984: Terminator (The Terminator)
- 1984: Time Traveller
- 1985: Beatie Bow – Das Spiel mit der Zeit (Playing Beatie Bow)
- 1985: Besuch bei van Gogh
- 1985: Blue Yonder – Flug in die Vergangenheit (The Blue Yonder, Fernsehfilm)
- 1985: Cavegirl
- 1985: Future Project – Die 4. Dimension (My Science Project)
- 1985: Die Lucky Boys (Non ci resta che piangere)
- 1985: Trancers
- 1985: Zurück in die Zukunft (Back to the Future)
- 1986: Der Biggels-Effekt (Biggles: Adventures in Time)
- 1986: Der Flug des Navigators (Flight of the Navigator)
- 1986: Destroyers (Eliminators)
- 1986: Future Hunters
- 1986: Peggy Sue hat geheiratet (Peggy Sue Got Married)
- 1986: Star Trek IV: Zurück in die Gegenwart (Star Trek IV: The Voyage Home)
- 1987: Barbie and the Rockers: Out of This World
- 1987: Der Navigator (The Navigator – A Medieval Odyssey)
- 1987: Die Jetsons treffen Familie Feuerstein (The Jetsons Meet the Flintstones)
- 1987: Die Zeitfalle (Timestalkers) (Fernsehfilm)
- 1987: Wächter der Zukunft (The Time Guardian)
- 1988: Die Pyramide des Todes
- 1988: Zärtliche Chaoten II
- 1988: Die Geister, die ich rief … (Scrooged)
- 1989: Bill & Teds verrückte Reise durch die Zeit (Bill & Ted’s Excellent Adventure)
- 1989: Crazy Balloon (Norman’s Awesome Experience)
- 1989: Millennium – Die 4. Dimension (Millennium)
- 1989: The Lords of Magick
- 1989: Time Trackers
- 1989: Valby – Das Geheimnis im Moor (Miraklet i Valby)
- 1989: Warlock – Satans Sohn (Warlock)
- 1989: Zeitsprung in die Tafelrunde (A Connecticut Yankee in King Arthur’s Court)
- 1989: Zurück in die Zukunft II (Back to the Future Part II)
- 1990: Future Zone
- 1990: Kappatoo – Der Doppelgänger aus dem All (Kappatoo)
- 1990: Roger Corman’s Frankenstein (Frankenstein Unbound)
- 1990: The Spirit of ‘76
- 1990: Wettlauf mit der Zeit (Running Against Time)
- 1990: Zurück in die Zukunft III (Back to the Future Part III)
- 1990: Time Barbarians (The Time Barbarians)

### 1991–2000
- 1991: Beasties
- 1991: Beastmaster 2 – Der Zeitspringer (Beastmaster 2: Through the Portal of Time)
- 1991: Bill & Ted’s verrückte Reise in die Zukunft (Bill & Ted’s Bogus Journey)
- 1991: Brother Future
- 1991: Godzilla – Duell der Megasaurier (Gojira tai Kingu Ghidora)
- 1991: Terminator 2 – Tag der Abrechnung (Terminator 2: Judgment Day)
- 1991: Trancers II
- 1992: Armee der Finsternis (Army of Darkness)
- 1992: Forever Young
- 1992: Freejack – Geisel der Zukunft (Freejack)
- 1992: Spaceshift
- 1992: Timescape
- 1992: Trancers 2010 (Trancers III)
- 1992: Die schönste Geschichte der Welt (La Belle Histoire)
- 1993: 12:01 (Fernsehfilm)
- 1993: Die Besucher (Les Visiteurs)
- 1993: Magic Müller
- 1993: Philadelphia Experiment II
- 1993: Time Runner
- 1993: Turtles III (Teenage Mutant Ninja Turtles III)
- 1993: Und täglich grüßt das Murmeltier (Groundhog Day)
- 1994: Apex (A.P.E.X.)
- 1994: Star Trek: Treffen der Generationen (Star Trek Generations)
- 1994: Time Chasers
- 1994: Test Tube Teens from the Year 2000
- 1994: Timecop
- 1995: 12 Monkeys (Twelve Monkeys)
- 1995: Knightskater – Ritter auf Rollerblades (A Kid in King Arthur’s Court)
- 1995: Mit Vollgas in King Arthurs Tafelrunde (A Young Connecticut Yankee in King Arthur’s Court)
- 1995: Die Langoliers (The Langoliers, Fernsehfilm)
- 1995: Timemaster – Aus der Zukunft zurück (Timemaster)
- 1996: 2025 – Gejagt durch die Zeit (Yesterday’s Target)
- 1996: Dinosaur Valley Girls
- 1996: Doctor Who – Der Film (Doctor Who – The Movie, Fernsehfilm)
- 1996: Star Trek: Der erste Kontakt (Star Trek: First Contact)
- 1996: T2 3-D: Battle Across Time
- 1996: Tenchi Muyô! In Love
- 1996: Time Under Fire
- 1996: Tomorrow Man – Retter aus der Zukunft (The Tomorrow Man)
- 1996: Werner – Das muß kesseln!!!
- 1997: Matusalem II – Der Letzte der Beauchesne (Matusalem II: Le Dernier des Beauchesne)
- 1997: Retroactive
- 1997: The Sticky Fingers of Time
- 1997: Time Tracers
- 1997: Die tödlichen Vier (Total Reality)
- 1998: Clockmaker
- 1998: Der Liebesbrief (The Love Letter)
- 1998: Die Zeitritter – Auf der Suche nach dem heiligen Zahn (Les Couloirs du temps: Les visiteurs 2)
- 1998: Ein Ritter in Camelot (A Knight in Camelot) (Fernsehfilme)
- 1998: Lieber gestern als nie … (The Man with Rain in His Shoes)
- 1998: Lost in Space
- 1998: Mothra III – King Ghidora kehrt zurück (モスラ3 キングギドラ来襲, Mosura Surī Kingu Gidora Raishū)
- 1998: Stephen’s Test of Faith
- 1998: Teen Knight – Zurück ins Mittelalter (Teen Knight)
- 1998: The Exotic Time Machine
- 1998: Todesschwadron aus der Zukunft (Past Perfect)
- 1998: T-Rex: Back to the Cretaceous
- 1999: Aliens im wilden Westen (Aliens in the Wild, Wild West)
- 1999: Arthur’s Quest
- 1999: Austin Powers – Spion in geheimer Missionarsstellung (Austin Powers: The Spy Who Shagged Me)
- 1999: Der magische Fahrstuhl (Time at the Top)
- 1999: Der Pirat aus der Vergangenheit (Pirates of the Plain)
- 1999: Future Kids – Jäger des verlorenen Goldes (Durango Kids)
- 1999: Peut-être
- 1999: The 13th Floor – Bist du was du denkst? (The Thirteenth Floor)
- 1999: Timegate: Tales of the Saddle Tramps
- 1999: Veronica 2030
- 1999: Zeitreise in die Katastrophe (Thrill Seekers) (Fernsehfilme)
- 2000: Das Haus am Meer – Il Mare (Il Mare / 시월애)
- 2000: Frequency
- 2000: Happy Accidents
- 2000: Operation Nautilus (Nautilus)
- 2000: Timequest
- 2000: The Kid – Image ist alles (The Kid)

### 2001–2010
- 2001: Another Day
- 2001: Donnie Darko
- 2001: InuYasha – Affections Touching Across Time (犬夜叉　時代を越える想い)
- 2001: Just Visiting (Just Visiting/Les visiteurs en Amérique)
- 2001: Kate & Leopold
- 2001: Pokémon 4 – Die zeitlose Begegnung (劇場版ポケットモンスター セレビィ 時を越えた遭遇（であい）)
- 2001: Ritter Jamal – Eine schwarze Komödie (Black Knight)
- 2002: An Angel for May
- 2002: Austin Powers in Goldständer (Austin Powers in Goldmember)
- 2002: Clockstoppers
- 2002: Detective Lovelorn und die Rache des Pharao
- 2002: Das Jesus Video (Fernsehfilm)
- 2002: Returner – Kampf um die Zukunft (Returner)
- 2002: The Time Machine
- 2002: Time Changer
- 2003: Kim Possible – Mission zwischen den Zeiten (Kim Possible: A Sitch in Time)
- 2003: Terminator 3 – Rebellion der Maschinen (Terminator 3: Rise of the Machines)
- 2003: Timecop 2 – Entscheidung in Berlin (Timecop: The Berlin Decision)
- 2003: Timeline
- 2003: Gefangene der Zeit (A Wrinkle in Time)
- 2004: (T)Raumschiff Surprise – Periode 1
- 2004: 30 über Nacht (13 Going on 30)
- 2004: Butterfly Effect (The Butterfly Effect)
- 2004: Channel Chasers
- 2004: Harry Potter und der Gefangene von Askaban (Harry Potter and the prisoner of Azkaban)
- 2004: If Only
- 2004: Primer
- 2004: Retrograde – Krieg auf dem Eisplaneten (Retrograde)
- 2005: Bermuda Dreieck – Tor zu einer anderen Zeit
- 2005: A Sound of Thunder
- 2005: Family Guy Presents Stewie Griffin: The Untold Story
- 2005: Fetching Cody (In Deutschland erschienen als: Back To Love)
- 2005: Heaven’s Soldiers (천군)
- 2005: Oskar und Josefine – Hexen von Heute (Oskar og Josefine)
- 2005: Piratas en el Callao
- 2005: Samâ taimu mashin burûsu
- 2005: Sengoku jieitai 1549 (戦国自衛隊1549)
- 2005: Slipstream – Im Schatten der Zeit
- 2005: The Jacket
- 2006: Santa Clause 3 – Eine frostige Bescherung
- 2006: Butterfly Effect 2 (The Butterfly Effect 2)
- 2006: Das Haus am See (The Lake House)
- 2006: Das Mädchen, das durch die Zeit sprang (時をかける少女 Toki o kakeru shōjo)
- 2006: Déjà Vu – Wettlauf gegen die Zeit (Déjà Vu)
- 2006: Idiocracy
- 2006: Kao … Kao (เก๋า..เก๋า)
- 2006: Klick (Click)
- 2006: Kreuzzug in Jeans (Kruistocht in spijkerbroek)
- 2006: Southland Tales
- 2007: 11 Minutes Ago
- 2007: Cinderella – Wahre Liebe siegt (Cinderella III: A Twist in Time)
- 2007: Eonni-ga ganda (언니가 간다)
- 2007: Flug 507 – Gefangen im Zeitloch (Termination Point, Fernsehfilm)
- 2007: Futurama: Bender’s Big Score
- 2007: How I Married My High School Crush
- 2007: Küss mich, Genosse! (Fernsehfilm)
- 2007: Mimzy – Meine Freundin aus der Zukunft (The Last Mimzy)
- 2007: Secret (不能說的秘密 / Bùnéng shuō de mìmì)
- 2007: Timecrimes – Mord ist nur eine Frage der Zeit (Los Cronocrímenes)
- 2007: Triff die Robinsons (Meet the Robinsons)
- 2007: Turma da Mônica em Uma Aventura No Tempo
- 2007: Wintersonnenwende – Die Jagd nach den sechs Zeichen des Lichts (The Seeker: The Dark Is Rising)
- 2008: 100 Million BC
- 2008: Love Story 2050
- 2008: Minutemen – Schüler auf Zeitreise (Minutemen, Fernsehfilm)
- 2008: Siyama – Krieger aus einer anderen Zeit (Siyama)
- 2008: Stargate: Continuum
- 2008: The Forbidden Kingdom (chinesisch 功夫之王)
- 2009: Butterfly Effect 3 – Die Offenbarung (The Butterfly Effect 3: Revelations)
- 2009: Change of Life
- 2009: Dark Country
- 2009: Die fast vergessene Welt (Land of the Lost)
- 2009: Die Frau des Zeitreisenden (The Time Traveler’s Wife)
- 2009: Disneys Eine Weihnachtsgeschichte (A Christmas Carol)
- 2009: Frequently Asked Questions About Time Travel
- 2009: Jeder braucht einen Engel
- 2009: Pokémon 12 – Arceus und das Juwel des Lebens (劇場版ポケットモンスター ダイヤモンド&パール アルセウス 超克の時空へ)
- 2009: S. Darko – Eine Donnie Darko Saga (S. Darko)
- 2009: Star Trek
- 2009: Timetrip – Der Fluch der Wikinger-Hexe (Vølvens forbandelse)
- 2009: Tod in der Zeitschleife (Hors du temps, Fernsehfilm)
- 2009: Triangle – Die Angst kommt in Wellen (Triangle)
- 2009: Die Tür
- 2010: Action Replayy
- 2010: Dino Mom
- 2010: Hot Tub – Der Whirlpool … ist ’ne verdammte Zeitmaschine! (Hot Tub Time Machine)
- 2010: Prince of Persia: Der Sand der Zeit (Prince of Persia: The Sands of Time)
- 2010: Waking Up
- 2010: Future X-Cops
- 2010: Repeaters – Tödliche Zeitschleife

### 2011–2020
- 2011: Mein Freund aus der Zukunft (My Future Boyfriend) (Fernsehfilm)
- 2011: Midnight in Paris
- 2011: Shuffle
- 2011: Source Code
- 2011: Time Freak
- 2011: Fenster zum Sommer
- 2012: Looper
- 2012: Men in Black 3
- 2012: Morlocks
- 2012: Das Philadelphia Experiment – Reactivated (The Philadelphia Experiment, Fernsehfilm)
- 2012: Safety Not Guaranteed
- 2013: Alles eine Frage der Zeit (About Time)
- 2013: Chroniken der Unterwelt – City of Bones (The Mortal Instruments: City of Bones)
- 2013: Free Birds – Esst uns an einem anderen Tag (Free Birds)
- 2013: Haunter – Jenseits des Todes
- 2013: I’ll Follow You Down
- 2013: Mad Jack – Travelling Forbidden Dimensions (The Forbidden Dimensions)
- 2013: Rubinrot
- 2013: The House at the End of Time (La casa del fin de los tiempos)
- 2013: Time Runners – Das Gesetz der Zukunft (95ers: Time Runners)
- 2013: Das verschollene Medaillon – Die Abenteuer von Billy Stone (The Lost Medallion: The Adventures of Billy Stone)
- 2014: Der Zufrühkommer (Premature)
- 2014: Edge of Tomorrow
- 2014: Interstellar
- 2014: Predestination
- 2014: Saphirblau
- 2014: X-Men: Zukunft ist Vergangenheit (X-Men: Days of Future Past)
- 2014: Project Almanac
- 2014: Im Land der Dinosaurier (Dinosaur Island)
- 2014: A Single Life
- 2015: Amapola
- 2015: Doktor Proktors Zeitbadewanne (Doktor Proktors tidsbadekar)
- 2015: Half Shell Heroes: Ab in die Dinozeit (Half-Shell Heroes: Blast to the Past)
- 2015: Hot Tub Time Machine 2
- 2015: Synchronicity
- 2015: Terminator: Genisys
- 2015: Und täglich grüßt der Bräutigam
- 2016: Alice im Wunderland: Hinter den Spiegeln (Alice Through the Looking Glass)
- 2016: Smaragdgrün
- 2016: Your Name. – Gestern, heute und für immer (君の名は。)
- 2016: Doctor Strange
- 2016: ARQ
- 2017: Wenn du stirbst, zieht dein ganzes Leben an dir vorbei, sagen sie (Before I Fall)
- 2017: Time Trap
- 2017: Happy Deathday
- 2017: Gott würfelt nicht nur einmal
- 2017: Rewind – Die zweite Chance
- 2017: Time Trap
- 2017: Reset
- 2017: Bullyparade – Der Film
- 2018: Avengers Grimm 2 – Time Wars (Avengers Grimm: Time Wars)
- 2018: Batman Ninja (ニンジャバットマン)
- 2018: Grenzgänger – Zwischen den Zeiten (Rubezh)
- 2018: Deadpool 2
- 2018: Mirai – Das Mädchen aus der Zukunft (未来のミライ Mirai no Mirai)
- 2018: When we first met
- 2018: Zurück zu dir – Eine zweite Chance für die Liebe (Time Freak)
- 2018: Die Zeitreise – Ein Blick in die Zukunft ändert alles
- 2019: Happy Deathday 2U
- 2019: Avengers: Endgame
- 2019: Cleo
- 2019: Multiverse – Parallele Dimensionen (Entangled)
- 2019: See You Yesterday
- 2020: Beyond the Infinite Two Minutes (ドロステのはてで僕ら Dorosute no hate de bokura)
- 2020: Boss Level
- 2020: Hello Again – Ein Tag für immer
- 2020: Palm Springs
- 2020: Tenet
- 2020: Time Loop
- 2020: Versuch 8 – Ein Zeitreise Kurzfilm

### Ab 2021
- 2021: t=E/x²
- 2021: The Tomorrow War
- 2021: Sechzehn Stunden Ewigkeit (The Map of Tiny Perfect Things)
- 2021: Catweazle
- 2022: Visitor from the Future (Le Visiteur du futur)
- 2022: The Adam Project
- 2022: Lola
- 2022: Press Play And Love Again (Press Play)
- 2022: Die Zeitspringer (I viaggiatori)
- 2023: Indiana Jones und das Rad des Schicksals (Indiana Jones and the Dial of Destiny)
- 2023: River (リバー、流れないでよ ribā, nagarenaide yo)
- 2023: Totally Killer – Gefährliches Spiel mit der Zeit (Totally Killer)

## Fernsehserien
Zeitreisen sind ein oft benutztes Handlungselement in Science–Fiction–Fernsehserien. In manchen Produktionen ist die Zeitreise dabei das zentrale Element der Serienhandlung. Darüber hinaus gibt es auch sehr viele Serien, in denen nur in einzelnen Folgen Zeitreisen verwendet werden, wie etwa in Twilight Zone, Eureka – Die geheime Stadt oder den verschiedenen Star-Trek-Serien sowie Babylon 5.
Diese Liste beinhaltet nur Serien, in denen die Zeitreise oder Zeitschleife ein oft wiederkehrendes oder zentrales Element der gesamten Serienhandlung ist.
- 1951–1956: Captain Z-RO
- ab 1963: Doctor Who
- 1966–1967: Time Tunnel (The Time Tunnel)
- 1970–1971: Catweazle
- 1970–1971: Timeslip
- 1974–1976: Im Land der Saurier (Land of the Lost)
- 1975: The Adventures of Timothy Pilgrim
- 1977: Fantastic Journey – Gefangen auf der Insel der Zeit (Fantastic Journey)
- 1979: Das verbotene Spiel
- 1979–1982: Sapphire & Steel
- 1981–1983: Die Besucher (Návštěvníci)
- 1982–1983: Die Zeitreisenden (Voyagers!)
- 1982: Unterwegs nach Atlantis
- 1984: Der Gast aus der Zukunft (Gostya iz budushchego)
- 1989–1993: Zurück in die Vergangenheit (Quantum Leap)
- 1990–1991: Bill und Teds irre Abenteuer (Bill & Ted’s Excellent Adventures)
- 1990–1992: Das Mädchen aus der Zukunft (The Girl from Tomorrow / Tomorrow’s End)
- 1991–1992: Zurück in die Zukunft (Back to the Future: The Animated Series)
- 1991–1992: Im Land der Saurier II (Land of the Lost)
- 1993–1994: Time Trax – Zurück in die Zukunft (Time Trax)
- 1993–1999: Goodnight Sweetheart
- 1995: A.J.’s Time Travelers
- 1995: Mirror, Mirror
- 1997: Crime Traveller
- 1998: Zurück nach Sherwood Forest (Back to Sherwood)
- 1998–2001: Seven Days – Das Tor zur Zeit (Seven Days)
- 1999–2000: Thunderstone – Die Rückkehr der Tiere (Thunderstone)
- 2000–2001: Mirai Sentai Timeranger
- 2001–2002: Spuk am Tor der Zeit
- 2001–2003: Die Zeittruppe (Time Squad)
- 2001–2004, 2017: Samurai Jack
- 2002–2003: Do Over – Zurück in die 80er (Do Over)
- 2002–2004: Odyssey 5
- 2003: Jesus und Josefine (Jesus & Josefine)
- 2003–2005: Tru Calling – Schicksal reloaded! (Tru Calling)
- 2004–2006: Phil aus der Zukunft (Phil of the Future)
- 2004–2010: Lost
- 2005: Noein: Mō Hitori no Kimi e (Noein: Mō Hitori no Kimi e)
- 2005: Bermuda Dreieck – Tor zu einer anderen Zeit (The Triangle)
- 2005–2007: Time Warp Trio
- 2006–2010: Heroes
- 2006–2007: Life on Mars – Gefangen in den 70ern (Life on Mars)
- 2006–2007: Transformers: Cybertron
- 2006: Day Break
- 2006–2011: Torchwood
- 2007–2011 Primeval – Rückkehr der Urzeitmonster (Primeval)
- 2007: Journeyman – Der Zeitspringer (Journeyman)
- 2007–2008: Kamen Rider Den-O
- 2008: Time Trackers
- 2008–2010: Ashes to Ashes – Zurück in die 80er (Ashes to Ashes)
- 2008–2009: Kamen Rider Kiva
- 2008–2009: Life on Mars
- 2008–2009: Terminator: The Sarah Connor Chronicles
- 2008–2011: Being Erica – Alles auf Anfang (Being Erica)
- 2008–2013: Fringe – Grenzfälle des FBI (Fringe)
- 2009–2010: FlashForward
- 2009–2015: Time Scoop Hunter (タイムスクープハンター)
- 2010: Mary Shelley’s Frankenhole
- 2011: Puella Magi Madoka Magica
- 2011: Steins;Gate
- 2011–2012: Terra Nova
- 2012–2015: Continuum
- 2012–2014: Hotel 13
- 2012–2013: Primeval: New World
- 2013: Marry Him If You Dare (미래의 선택 Mirae-ui Seontaek)
- 2013: Neun: Zeitreise mal neun (나인: 아홉 번의 시간여행)
- ab 2014: Outlander
- 2014: God’s Gift: 14 Days (신의 선물 – 14일 Sinui Sunmul – 14il)
- 2014–2023: The Flash
- 2015: Hindsight
- 2015: The Refugees
- 2015–2018: 12 Monkeys
- 2015–2016: Best Friends – Zu jeder Zeit (Best Friends Whenever)
- 2016–2022: Legends of Tomorrow (DC’s Legends of Tomorrow)
- 2016–2018: Timeless
- 2016–2018: Travelers – Die Reisenden (Travelers)
- 2016: 11.22.63 – Der Anschlag (11.22.63)
- 2016: Time Traveling Bong
- 2016: Erased – Die Stadt, in der es mich nicht gibt (僕だけがいない街 Boku Dake ga Inai Machi)
- 2016–2017: Frequency
- 2016: Die Zeitfälscherin
- 2017: Making History
- 2017: Somewhere Between
- 2017: Time After Time
- 2017–2019: Future Man
- 2017–2020: Dark
- ab 2017: Timewasters
- 2017–2024: Star Trek: Discovery
- 2018–2020: Find me in Paris
- ab 2019: Beforeigners – Mörderische Zeiten
- ab 2019: Matrjoschka (Russian Doll)
- ab 2019: revisions (リヴィジョンズ)
- ab 2019: Es war einmal ein zweites Mal (Il était une seconde fois)
- ab 2019: Undone
- 2019–2020: Einmal Hexe… (Siempre bruja)
- 2019–2020: Someday or One Day (想見你)
- 2019–2024: The Umbrella Academy
- ab 2021: Loki
- ab 2022: Léas 7 Leben (Les 7 vies de Léa)
- 2023: Bodies
- ab 2023: A Time Called You (너의 시간 속으로)
- ab 2024: Extremely Inappropriate! (不適切にもほどがある! Futekisetsu ni mo hodo ga aru!)